# Tuutinentza
Tuutinentza ist eine Ortschaft und eine Parroquia rural („ländliches Kirchspiel“) im Kanton Taisha der ecuadorianischen Provinz Morona Santiago. Die Parroquia besitzt eine Fläche von 1186,52 km². Vor 2015 betrug die Fläche 957,15 km². Beim Zensus 2010 wurden 4641 Einwohner gezählt. Für 2015 wurde eine Einwohnerzahl von 5567 vorhergesagt. Die Bevölkerung besteht fast ausschließlich aus Angehörigen der indigenen Volksgruppe der Shuar.

## Lage
Die Parroquia Tuutinentza liegt am Rande des Amazonasbeckens. Das Gebiet liegt in Höhen zwischen 100 m und 400 m. Ein subandiner Höhenzug durchzieht den westlichen Teil der Parroquia in annähernd Nord-Süd-Richtung. Der Río Cangaime durchquert den Süden der Parroquia in westlicher Richtung und entwässert dabei einen Großteil des Areals. Im Osten wird die Parroquia vom Río Macuma begrenzt, im Westen vom Río Cushuimi. Der etwa 270 m hoch gelegene Hauptort Tuutinentza befindet sich 19 km südsüdöstlich vom Kantonshauptort Taisha.
Die Parroquia Tuutinentza grenzt im Nordwesten und im Norden an die Parroquia Taisha, im Osten an die Parroquia Pumpuentsa, im Süden an Peru sowie im südlichen Westen an die Parroquias San José de Morona (Kanton Tiwintza) und Sevilla Don Bosco (Kanton Morona).